# Eichsfeldisch

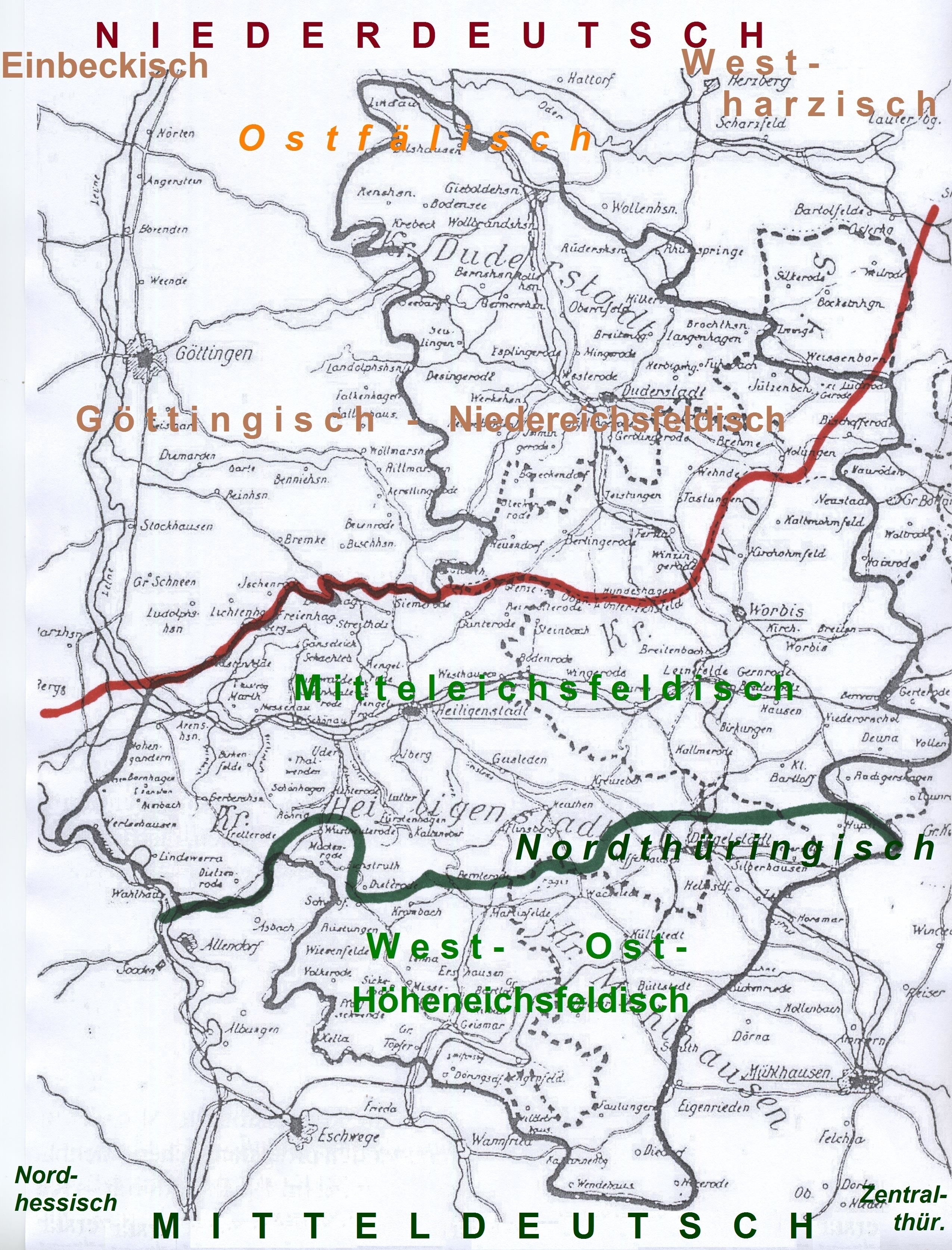
Dialekte im Eichsfeld entlang der Benrather Linie (rot)

Das Eichsfeldische ist ein niedersächsisch-ostfälisch geprägter Übergangsdialekt innerhalb des thüringisch-obersächsischen Nordthüringischen, der in einem großen Teil des Obereichsfelds um Heilbad Heiligenstadt, Mühlhausen und Worbis gesprochen wird.

## Charakteristik
Das Eichsfeldische findet man im thüringischen Norden und südlich des Harzes um Heiligenstadt, Worbis und Mühlhausen bis in den angrenzenden Werra-Meißner-Kreis. Es unterscheidet sich vom übrigen Nordthüringischen durch das Erscheinen von nit anstelle von nicht entlang der sog. Hainichstaffel sowie durch die Vorsilbe ge- anstelle von je-. In den nördlichen Orten des Eichsfeldes gibt es schon ausgeprägte niederdeutsche Dialekteinflüsse, Wortbelege wie mant (nur), mang (zwischen), Kiepe (Tragkorb) oder Pott (Topf) zeigen dies. Einen einheitlichen Dialekt im Obereichsfeld gibt es nicht, da von Dorf zu Dorf kleinere Abweichungen existieren. Der Sprachraum wird dabei von mehreren Sprachlinien durchzogen und teilt das Eichsfeldische in ein Mitteleichsfeldisch (im Leine- und Wippertal) und ein Westhöhen- und Osthöheneichfeldisch (im Südeichsfeld). Bis Anfang des 19. Jahrhunderts wurde der Dialekt im mittleren Eichsfeld dagegen noch dem Nordwestthüringischen und im südlichen Eichsfeld dem Westthüringischen zugerechnet.
Landläufig wird die jeweilige örtliche Mundart als Eichsfelder Platt (Platt bedeutet hierbei so viel wie Mundart, Dialekt) bezeichnet.

## Sonstiges

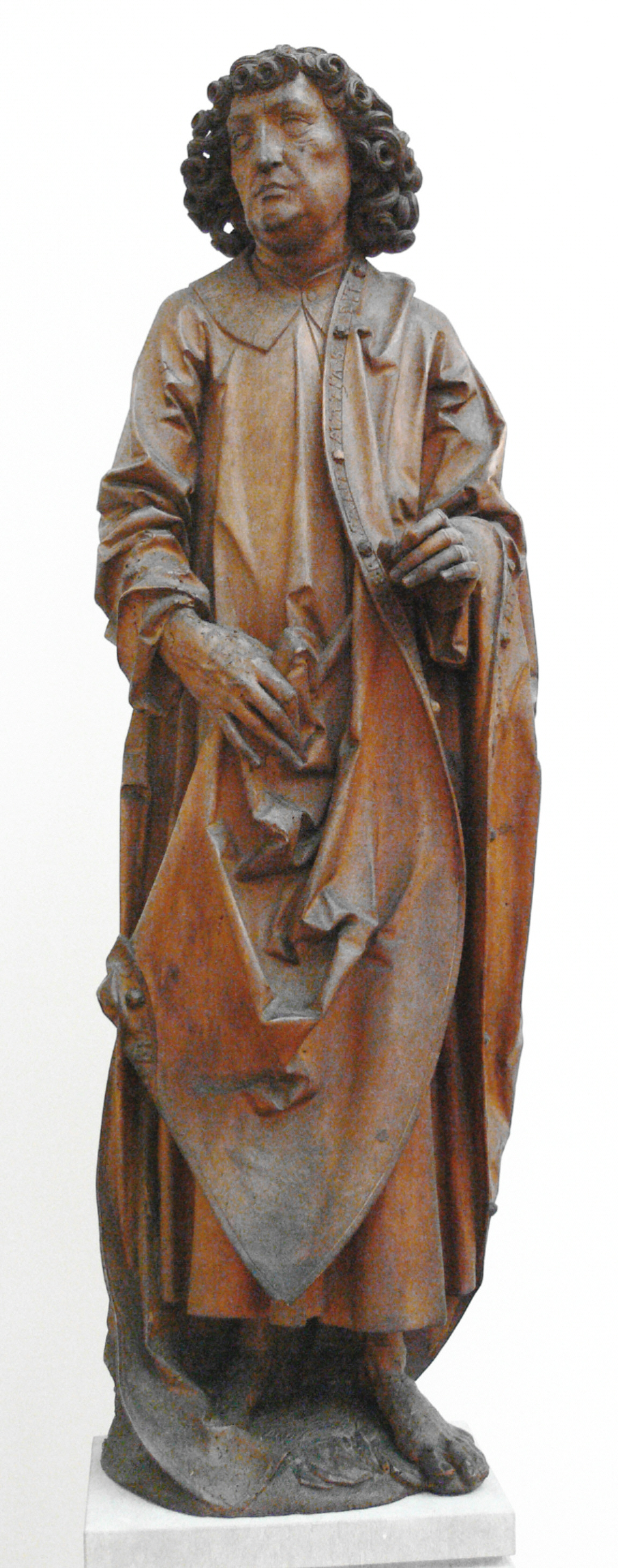
Riemenschneiders Apostel Matthias

Ein indirekter Nachweis der Herkunft bzw. des Geburtsortes von Tilman Riemenschneider konnte durch die von ihm erschaffene Lindenholzfigur des Apostels Matthias erbracht werden. Auf dem Mantelsaum befindet sich eine Gebetsinschrift in einem speziellen obereichsfeldischen Dialekt (Nordthüringisch mit starken niederdeutschen Einflüssen), der den Geburtsort von Riemenschneider in Heilbad Heiligenstadt belegt.